# 罗卡圣斯特凡诺
罗卡圣斯特凡诺（義大利語：Rocca Santo Stefano），是意大利拉齐奥大区羅馬首都廣域市的一个市镇。总面积9.71平方公里，人口1040人，人口密度107.1人/平方公里（2009年）。ISTAT代码为058089。